# Thomas Epp
Thomas Epp (* 7. April 1968 in Bietigheim) ist ein ehemaliger deutscher Fußballspieler und heutiger Fußballtrainer. Er spielte in der Bundesliga für den VfL Bochum und Eintracht Frankfurt.

## Sportliche Laufbahn

### Vereinskarriere
Thomas Epp begann mit dem Vereinsfußball bei seinem Heimatverein Germania Bietigheim. Im Alter von 17 Jahren wechselte er in die Junioren-Mannschaft des VfB Stuttgart. Zur Saison 1987/88 ging er zum damaligen Bundesligisten VfL Bochum und erzielte seine ersten Bundesligatreffer.
Mit Bochum erreichte Epp das DFB-Pokal-Finale 1988. Gegen seinen späteren Verein Eintracht Frankfurt wurde er eingewechselt und verursachte durch ein Foul an Janusz Turowski einen Freistoß, den Lajos Détári zum 1:0-Sieg verwandelte. Als der Stürmer in der Saison 1988/89 sowie in der Hinrunde der Saison 1989/90 (hier nur 2 Einsätze) ohne Tor blieb, wurde er für die Rückserie an den 1. FC Saarbrücken in die 2. Bundesliga ausgeliehen und verpasste knapp den Aufstieg in die Bundesliga, als man in den entscheidenden Relegationsspielen an seinem späteren Verein Eintracht Frankfurt scheiterte (allerdings wurde er in diesen Spielen nicht eingesetzt), stattdessen stürmten für Saarbrücken die Spieler Anthony Yeboah, Michael Nushöhr sowie Reiner Geyer.
In den folgenden beiden Spielzeiten versuchte er sein Glück abermals beim VfL Bochum, konnte sich allerdings wieder nicht durchsetzen. Zur Saison 1992/1993 wechselte Epp zu den Stuttgarter Kickers und erzielte in seiner ersten kompletten 2. Liga-Saison 14 Treffer. Durch diese überzeugende Leistung wurde der SV Waldhof Mannheim auf ihn aufmerksam und verpflichtete ihn zur nachfolgenden Saison. In den folgenden drei Spielzeiten klopfte er mit dem SV Waldhof immer wieder ans Tor zur Bundesliga, jedoch stieg er am Ende der Saison 1996/1997 überraschend in die Regionalliga ab.
Epp haftete nun der Ruf des verkannten Fußballprofis an, er wurde aber trotzdem von Eintracht Frankfurt verpflichtet. Als Stammspieler trug er maßgeblich dazu bei, dass das Team um Trainer Horst Ehrmantraut völlig überraschend den Aufstieg schaffte. In seiner ersten Bundesligasaison nach über sechs Jahren konnte er aber seinen Stammplatz im Sturm nicht verteidigen und in neun Einsätzen auch nur ein Tor erzielen. In der Saison 1999/2000 kam er gar nicht mehr zum Einsatz, sodass er den Verein im November 1999 nach Österreich in Richtung Admira Wacker Wien verließ.
Nach Saisonende spielte er bis Dezember 2000 in der zypriotischen Liga für AEL Limassol und danach für 3 Monate beim TV Rüsselsheim-Haßloch. Im April 2001 nahm er ein Angebot des VfR Kesselstadt an, dort als Spielertrainer zu arbeiten.

### Auswahleinsätze
1987 wurde Epp mit der von Berti Vogts trainierten deutschen U-20-Auswahl Juniorenvizeweltmeister. In Chile hatte er vier Einsätze und erzielte ein Tor. 1988 wurde das Talent einmal in der U-21-Nationalelf eingesetzt.

### Erfolge als Spieler
- DFB-Pokal-Finalspiel 1988 mit dem VfL Bochum
- Meister der 2. Bundesliga sowie Aufstieg mit Eintracht Frankfurt in die Bundesliga 1997/98

## Trainerlaufbahn
Zur Saison 2002/03 wechselte er als Trainer in die viertklassige Oberliga Hessen zum etablierten SV Erzhausen und erreichte in seiner ersten Saison den 9. Platz. Dies war seine erste vollständige Saison als Trainer. Nach weiteren guten Tabellenplätzen (2003/04: 4. Platz, 2004/05: 8. Platz, 2005/06: 12. Platz) verließ er allerdings auch den SV Erzhausen, nachdem der Verein sich freiwillig in die Landesliga Süd zurückgezogen hatte. Er heuerte nun beim FC Viktoria 09 Urberach an, den er in der Saison 2007/08 zum Aufstieg in die Hessenliga führte. Epp trat im März 2013 von seinem Amt zurück, nachdem der Verein den geplanten Rückzug in der Verbandsliga Hessen bekannt gegeben hatte.
Der ehemalige Bundesliga-Profi wurde zum 1. Januar 2014 Sportdirektor Fußball beim Verbandsligisten SC Hessen Dreieich, um den Aufbau der A-, B- und C-Jugendteams beim SC Hessen voranzutreiben. Er führte die 1. Mannschaft zur Meisterschaft in der Saison 2014/15 und damit zum Aufstieg in die Hessenliga, wo er im Dezember 2015 jedoch durch Rudi Bommer ersetzt wurde.
Weitere Stationen als Trainer waren von 2018 bis 2020 die Sportfreunde Seligenstadt und von 2021 bis 2022 der SV Hummetroth. Thomas Epp leitet in Zusammenarbeit mit dem Verein SSG Langen die Thomas Epp Fußballschule.